# Phare de Kauhola
Le phare de Kauhola était un phare  des États-Unis qui était situé dans la ville de Kapaau, Hawaii (en) au nord de l'île d'Hawaii, l'une des îles de l'archipel d'Hawaï.

## Histoire
La pointe de Kauhola a vu la construction d'un premier phare en 1897. C'était une tour à ossature bois de 12 m équipée d'une lentille de Fresnel fabriquée par Barbier, Bénard et Turenne de Paris. Son feu était visible jusqu'à 10 milles nautiques (environ 19 km). En 1904, un logement de gardien a été attaché à cette station. En 1931, le phare a subi un incendie qui fit quelques dégâts.
Ce n'est qu'en 1933 qu'un nouveau phare fut mis en service pour le remplacer.

## Description
C'est une tour conique en béton armée de 26 m avec un escalier intérieur en colimaçon de 105 marches, avec une galerie et lanterne métalliques. Le phare est alimenté à l'électricité. Il a été automatisé en 1951. Il émettait, à une hauteur focale de 116 m, un éclat blanc toutes les 15 secondes. Sa portée nominale était de 10 milles nautiques (environ 19 km).
À cause de l'érosion de la falaise proche provoquée par un séisme en 2006 le phare était voué à un effondrement dans les années suivantes. Il a été démoli en 2009 et une nouvelle lumière a été installé plus loin sur la falaise.
Identifiant : ARLHS : HAW-010  - Amirauté : G7222 - USCG : 6-28010.